# Dinamo-Altaï Barnaoul
Le Dinamo-Altaï Barnaoul est un club de hockey sur glace de Barnaoul dans le Kraï de l'Altaï en Russie. Il évolue dans la Pervaïa Liga, le troisième échelon russe.

## Historique
Le club est fondé en 2006 sous le nom d'Altaï Barnaoul. Il est créé sur la base de l'école de glace du Motor Barnaoul qui a fait faillite.

## Palmarès
- Aucun titre.